# Quentin Gilbert
Quentin Gilbert (Neufchâteau, 29 maggio 1989) è un pilota di rally francese.

## Carriera

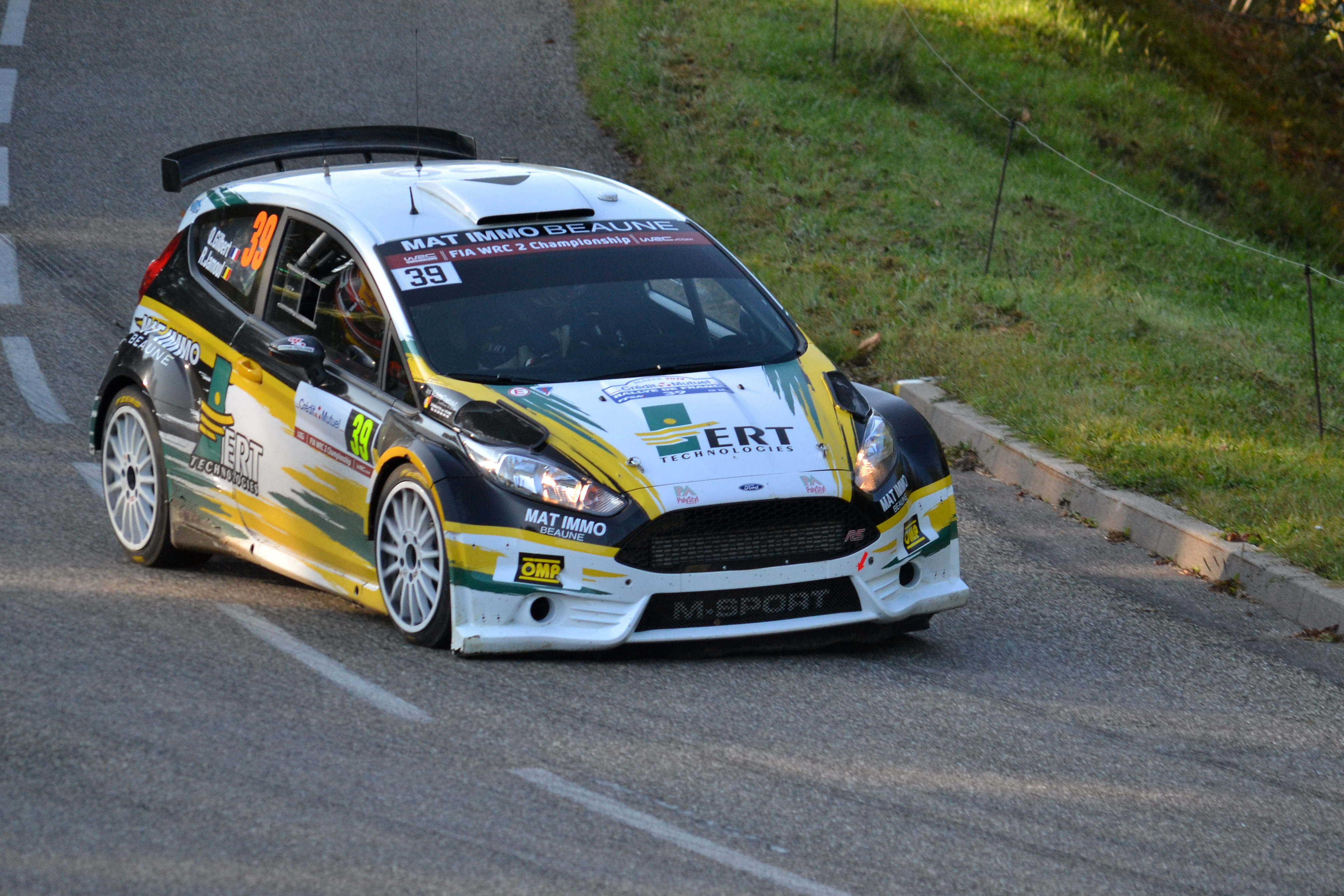
Gilbert al Rally di Francia 2014 su Fiesta R5

Ha debuttato nel WRC Rally di France 2012 alla guida di una Citroën DS3 R3T con il suo copilota Rémi Tutelaire. Nel 2013 ha partecipato per la prima volta al campionato WRC-3, guidando una Citröen DS3 R3T.
Nel 2015 ottiene le sue prime vittorie, vincendo i campionati JWRC e WRC-3.

## Palmarès
- World Rally-3: 1
2015 su Citroën DS3 R3T[1]
- JWRC: 1
2015 su Citroën DS3 R3T[2]

### Vittorie nel mondiale rally

#### Junior WRC/WRC-3
| Nº | Anno | Rally                | Copilota      | Vettura             |
| -- | ---- | -------------------- | ------------- | ------------------- |
| 1  | 2013 | Rally d'Alsazia      | Renaud Jamoul | Citroën DS3 R3T     |
| 2  | 2014 | Rally di Monte Carlo | Renaud Jamoul | Citroën DS3 R3T     |
| 3  | 2015 | Rally di Monte Carlo | Renaud Jamoul | Citroën DS3 R3T Max |
| 4  | 2015 | Rally del Portogallo | Renaud Jamoul | Citroën DS3 R3T Max |
| 5  | 2015 | Rally di Finlandia   | Renaud Jamoul | Citroën DS3 R3T Max |
| 6  | 2015 | Tour de Corse        | Renaud Jamoul | Citroën DS3 R3T Max |
| 7  | 2015 | Rally di Catalogna   | Renaud Jamoul | Citroën DS3 R3T Max |

#### WRC-2
| Nº | Anno | Rally           | Copilota      | Vettura        |
| -- | ---- | --------------- | ------------- | -------------- |
| 1  | 2014 | Rally d'Alsazia | Renaud Jamoul | Ford Fiesta R5 |

## Risultati nel mondiale rally

### WRC
| 2012 | Scuderia                          | Vettura         |  |  |  |  |  |  |  |  |  |  |     |  |  |  |  |  | Punti | Pos. |
| ---- | --------------------------------- | --------------- |  |  |  |  |  |  |  |  |  |  | --- |  |  |  |  |  | ----- | ---- |
| 2012 | Collectif Equipe de France Rallye | Citroën DS3 R3T |  |  |  |  |  |  |  |  |  |  | Rit |  |  |  |  |  | 0     |      |

| 2013 | Scuderia | Vettura         |  |  |  |    |  |  |    |    |    |  |    |  |    |  |  |  | Punti | Pos. |
| ---- | -------- | --------------- |  |  |  | -- |  |  | -- | -- | -- |  | -- |  | -- |  |  |  | ----- | ---- |
| 2013 |          | Citroën DS3 R3T |  |  |  | 26 |  |  | 19 | 33 | 40 |  | 13 |  | 16 |  |  |  | 0     |      |

| 2014 | Scuderia    | Vettura                                          |    |  |     |     |     |    |     |    |    |  |    |    |    |  |  |  | Punti | Pos. |
| ---- | ----------- | ------------------------------------------------ | -- |  | --- | --- | --- | -- | --- | -- | -- |  | -- | -- | -- |  |  |  | ----- | ---- |
| 2014 | Drive Dmack | Citroën DS3 R3T, Ford Fiesta R5 e Ford Fiesta R2 | 39 |  | Rit | Rit | Rit | 17 | Rit | 21 | 57 |  | 15 | 38 | 21 |  |  |  | 0     |      |

| 2015 | Scuderia | Vettura             |    |  |  |  |    |  |    |    |  |  |    |    |    |  |  |  | Punti | Pos. |
| ---- | -------- | ------------------- | -- |  |  |  | -- |  | -- | -- |  |  | -- | -- | -- |  |  |  | ----- | ---- |
| 2015 |          | Citroën DS3 R3T Max | 22 |  |  |  | 22 |  | 53 | 18 |  |  | 68 | 18 | 27 |  |  |  | 0     |      |

| 2016 | Scuderia            | Vettura                          |    |  |  |  |     |    |     |    |     |  |    |  |    |  |  |  | Punti | Pos. |
| ---- | ------------------- | -------------------------------- | -- |  |  |  | --- | -- | --- | -- | --- |  | -- |  | -- |  |  |  | ----- | ---- |
| 2016 | Abu Dhabi Total WRT | Citroën DS3 R5 e Citroën DS3 WRC | 11 |  |  |  | Rit | 23 | Rit | 13 | Rit |  | 28 |  | 17 |  |  |  | 0     |      |

| 2017 | Scuderia | Vettura                         |    |  |  |  |  |     |  |    |    |    |  |  |  |  |  |  | Punti | Pos. |
| ---- | -------- | ------------------------------- | -- |  |  |  |  | --- |  | -- | -- | -- |  |  |  |  |  |  | ----- | ---- |
| 2017 |          | Ford Fiesta R5 e Škoda Fabia R5 | 13 |  |  |  |  | Rit |  | 15 | 14 | 13 |  |  |  |  |  |  | 0     |      |

| Legenda | 1º posto | 2º posto | 3º posto | A punti | Senza punti | Ritirato | Squalificato | NP=Non partito C=Gara cancellata | Apice=Power stage |

### WRC-2
| 2014 | Scuderia    | Vettura        |  |  |     |  |     |   |  |  |  |  |   |  |   |  |  |  | Punti | Pos. |
| ---- | ----------- | -------------- |  |  | --- |  | --- | - |  |  |  |  | - |  | - |  |  |  | ----- | ---- |
| 2014 | Drive Dmack | Ford Fiesta R5 |  |  | Rit |  | Rit | 6 |  |  |  |  | 1 |  | 8 |  |  |  | 37    | 14º  |

| 2016 | Scuderia | Vettura        |   |  |  |  |     |    |     |   |     |  |   |  |  |  |  |  | Punti | Pos. |
| ---- | -------- | -------------- | - |  |  |  | --- | -- | --- | - | --- |  | - |  |  |  |  |  | ----- | ---- |
| 2016 |          | Citroën DS3 R5 | 3 |  |  |  | Rit | 10 | Rit | 5 | Rit |  | 6 |  |  |  |  |  | 34    | 11º  |

| 2017 | Scuderia | Vettura                         |   |  |  |  |  |     |  |   |   |   |  |  |  |  |  |  | Punti | Pos. |
| ---- | -------- | ------------------------------- | - |  |  |  |  | --- |  | - | - | - |  |  |  |  |  |  | ----- | ---- |
| 2017 |          | Ford Fiesta R5 e Škoda Fabia R5 | 5 |  |  |  |  | Rit |  | 3 | 2 | 4 |  |  |  |  |  |  | 55    | 7º   |

| Legenda | 1º posto | 2º posto | 3º posto | A punti | Senza punti | Ritirato | Squalificato | NP=Non partito C=Gara cancellata | Apice=Power stage |

### WRC-3
| 2013 | Scuderia | Vettura         |  |  |  |   |  |  |   |   |   |  |   |  |  |  |  |  | Punti | Pos. |
| ---- | -------- | --------------- |  |  |  | - |  |  | - | - | - |  | - |  |  |  |  |  | ----- | ---- |
| 2013 |          | Citroën DS3 R3T |  |  |  | 3 |  |  | 3 | 5 | 5 |  | 1 |  |  |  |  |  | 75    | 3º   |

| 2014 | Scuderia | Vettura         |   |  |  |  |  |  |  |  |  |  |  |  |  |  |  |  | Punti | Pos. |
| ---- | -------- | --------------- | - |  |  |  |  |  |  |  |  |  |  |  |  |  |  |  | ----- | ---- |
| 2014 |          | Citroën DS3 R3T | 1 |  |  |  |  |  |  |  |  |  |  |  |  |  |  |  | 25    | 9º   |

| 2015 | Scuderia | Vettura             |   |  |  |  |   |  |    |   |  |  |   |   |   |  |  |  | Punti | Pos. |
| ---- | -------- | ------------------- | - |  |  |  | - |  | -- | - |  |  | - | - | - |  |  |  | ----- | ---- |
| 2015 |          | Citroën DS3 R3T Max | 1 |  |  |  | 1 |  | 11 | 1 |  |  | 3 | 1 | 3 |  |  |  | 115   | 1º   |

| Legenda | 1º posto | 2º posto | 3º posto | A punti | Senza punti | Ritirato | Squalificato | NP=Non partito C=Gara cancellata | Apice=Power stage |

### Junior WRC
| 2015 | Scuderia | Vettura             |   |  |  |  |   |  |   |   |  |  |   |   |   |  |  |  | Punti | Pos. |
| ---- | -------- | ------------------- | - |  |  |  | - |  | - | - |  |  | - | - | - |  |  |  | ----- | ---- |
| 2015 |          | Citroën DS3 R3T Max | 1 |  |  |  | 1 |  | 7 | 1 |  |  | 1 | 1 | 2 |  |  |  | 131   | 1º   |

| Legenda | 1º posto | 2º posto | 3º posto | A punti | Senza punti | Ritirato | Squalificato | NP=Non partito C=Gara cancellata | Apice=Power stage |